# 程景雲
程景雲（1424年—？），字漢章，直隸徽州府休寧縣人，陝西寧夏衛軍籍，明朝政治人物。進士出身。

## 生平
陝西鄉試第二十五名。景泰五年（1454年）甲戌科會試第一百三十八名，殿試登進士第二甲第三名。

## 家族
曾祖父程均用。祖父程彥武。父亲程榮。